# Károly-Zsolt Császár
Károly-Zsolt Császár (n. 20 octombrie 1974, Sângeorgiu de Pădure, România) este un senator român, ales în 2016, 2020 și 2024 din partea UDMR. 